# Berehove, Mostîska
Berehove (în ucraineană Берегове) este localitatea de reședință a comunei Berehove din raionul Mostîska, regiunea Liov, Ucraina.

## Demografie
Componența lingvistică a localității Berehove
     Ucraineană (100%)
Conform recensământului din 2001, toată populația localității Berehove era vorbitoare de ucraineană (100%).